# Seocho-gu
Seocho-gu (koreanisch 서초구 Hanja 瑞草區 ‚Glückskraut-Bezirk, Gückverheißendes-Gras-Bezirk‘) ist einer der 25 Stadtteile Seouls und liegt südlich des Hangang. Die Einwohnerzahl beträgt 419.121 (Stand: Mai 2021).
Gemeinsam mit Gangnam-gu und Songpa-gu bildet Seocho-gu das Gebiet Gangnam, dass 1963 der Stadt Seoul unterstellt wurde und zuvor im Wesentlichen landwirtschaftlich genutztes Land war. Der Einsturz des Sampoong-Gebäudes am 29. Juni 1995 in Seocho-gu war die bislang schwerste von Menschen zu verantwortende Katastrophe in Südkorea.

## Bezirke

Seocho-gu besteht aus 18 Dongs:
- Seocho-dong 1, 2, 3, 4
- Jamwon-dong
- Banpo-dong 1, 2, 3, 4
- Banpobon-dong
- Bangbae-dong 1, 2, 3, 4
- Bangbaebon-dong
- Yangjae-dong 1, 2
- Naegok-dong

## Galerie

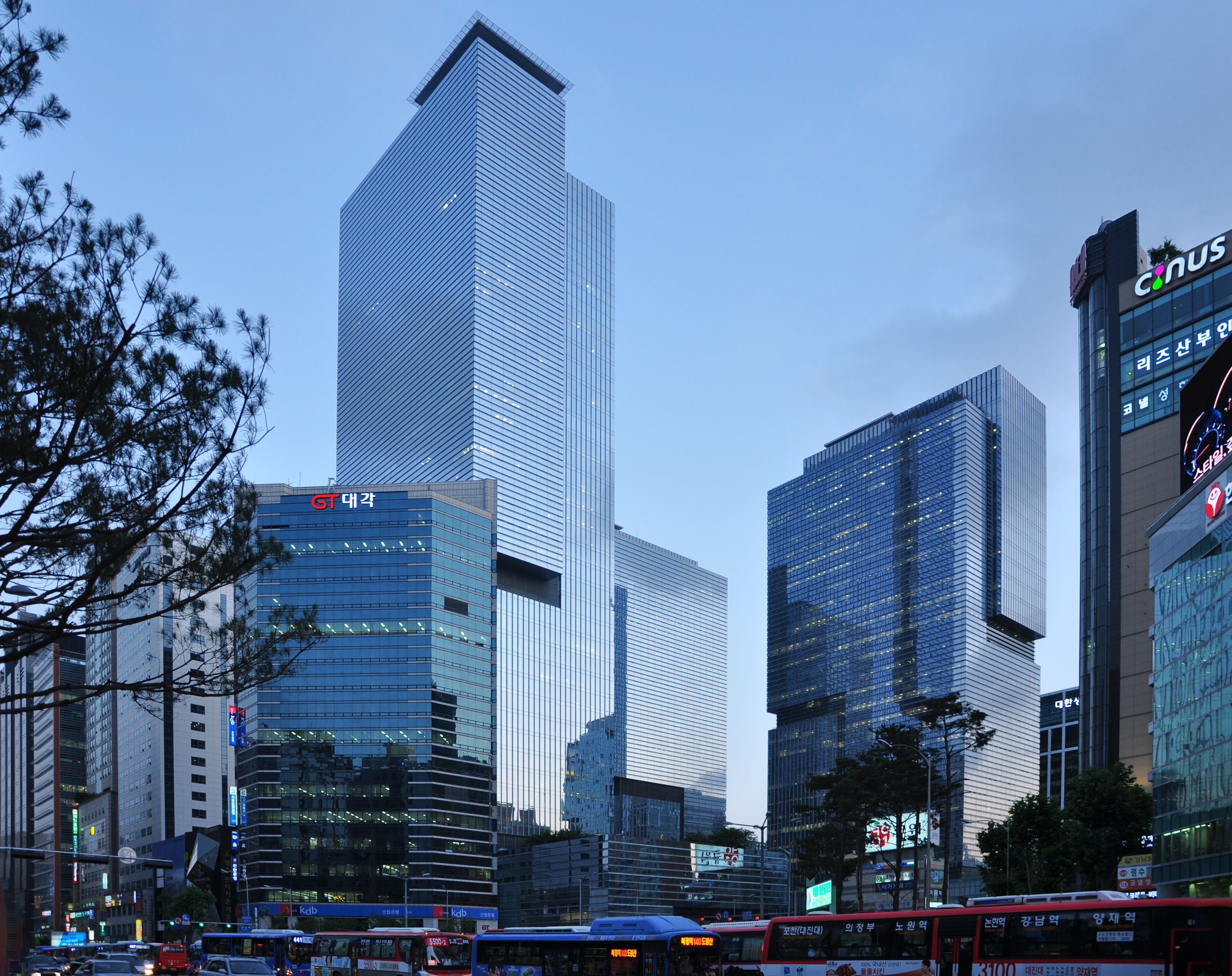
Samsung Town
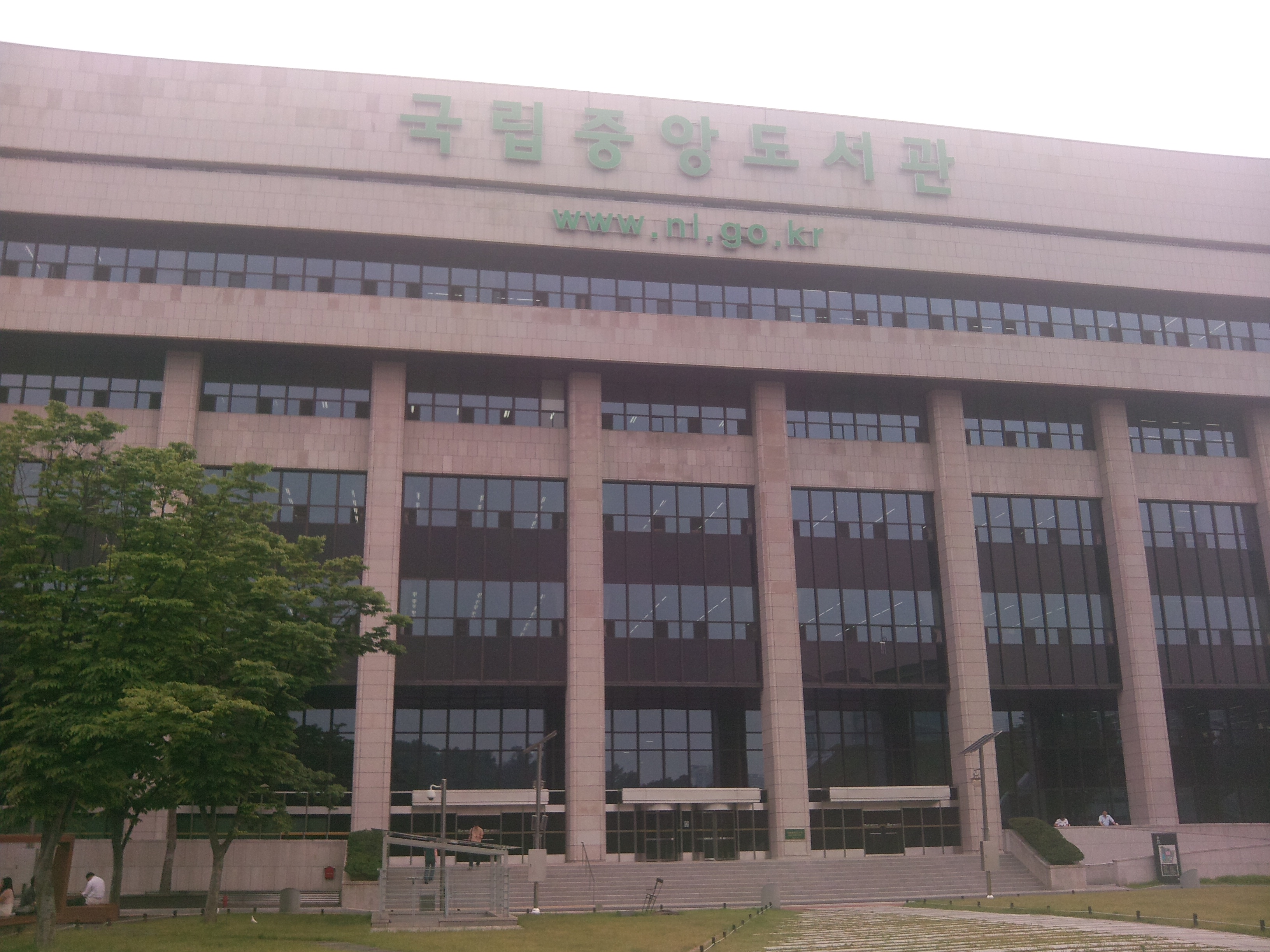
Nationalbibliothek
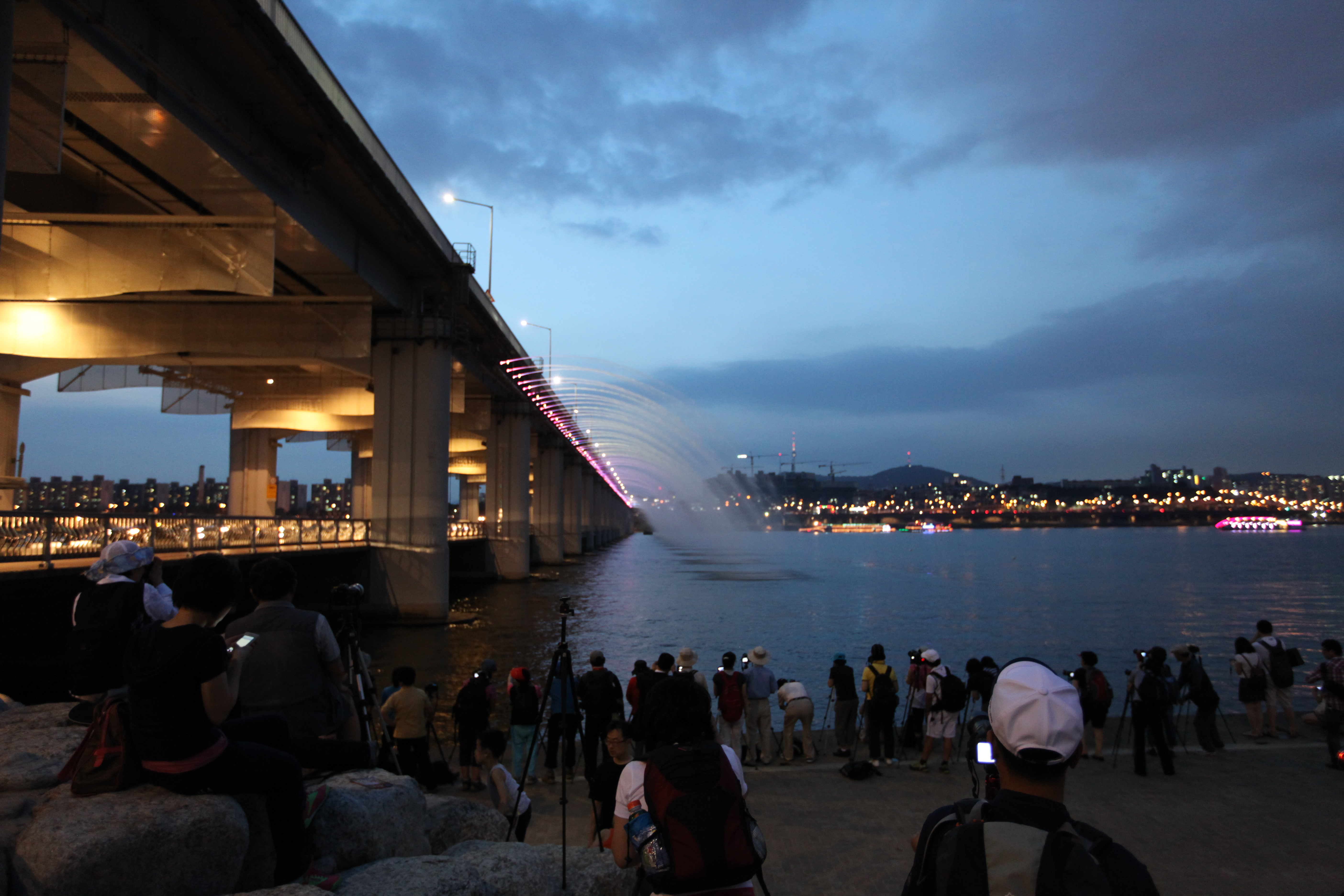
Banpo-Brücke